# سیارک ۱۸۷۴۷
سیارک ۱۸۷۴۷ (به انگلیسی: 18747 Lexcen، نامگذاری:1999FN21) هجده هزار و هفتصد و چهل و هفتمین سیارک کشف شده‌است که در ۲۶ مارس ۱۹۹۹ کشف شد.
قدر مطلق سیارک برابر ۱۵٫۷۰ است.